# Zaglossus bartoni
Zaglossus bartoni е вид бозайник от семейство Ехидни (Tachyglossidae). Видът е критично застрашен от изчезване. Среща се главно в Папуа Нова Гвинея на височина между 2000 и 3000 m.